# Granges-le-Bourg
Granges-le-Bourg ist eine Gemeinde im französischen Département Haute-Saône in der Region Bourgogne-Franche-Comté.

## Geographie
Granges-le-Bourg liegt auf einer Höhe von 330 m über dem Meeresspiegel, elf Kilometer östlich von Villersexel und etwa 17 Kilometer westnordwestlich der Stadt Montbéliard (Luftlinie). Das Dorf erstreckt sich in der hügeligen Landschaft im Südosten des Departements, auf einer Anhöhe östlich des Tals des Scey, am Südwestrand der Höhen des Bois de Granges.
Die Fläche des 10,35 km² großen Gemeindegebiets umfasst einen Abschnitt der Hügellandschaft zwischen den Tälern von Ognon und Doubs. Der südliche Teil des Gebietes gehört zu einer Mulde, die durch die parallel fließenden Bäche Ruisseau du Pont du Rond und Ruisseau de Mouillère nach Westen zum Scey entwässert wird. Dieser bildet auf einem kurzen Abschnitt die westliche Gemeindegrenze. Die Mulde wird überwiegend landwirtschaftlich genutzt.
Nach Norden erstreckt sich das Gemeindeareal in das ausgedehnte Waldgebiet des Bois de Granges. Es ist ein durchschnittlich auf 400 m liegendes Plateau, das durch zahlreiche Erosionstäler von Bächen in den Quellgebieten von Scey und Rognon untergliedert wird. Mit 453 m wird hier die höchste Erhebung von Granges-le-Bourg erreicht. Das Plateau bildet die südwestliche Fortsetzung der Vogesen und ist hauptsächlich aus Buntsandstein aufgebaut.
Nachbargemeinden von Granges-le-Bourg sind Faymont im Norden, Saulnot im Osten, Crevans-et-la-Chapelle-lès-Granges und Secenans im Süden sowie Granges-la-Ville und Mignavillers im Westen.

## Geschichte
Erstmals urkundlich erwähnt wird Granges im Jahr 1105. Die Anfänge der Herrschaft Granges, die zu jener Zeit zu den bedeutendsten der Freigrafschaft Burgund gehörte, liegen im Dunkeln. Die Herren von Granges erbauten vermutlich im 11. Jahrhundert auf der Anhöhe eine stark befestigte Burg, um die sich das Dorf entwickelte. Seit 1150 waren die Herren von Granges Vasallen der Grafen von Montbéliard. Zusammen mit der Franche-Comté gelangte das Dorf mit dem Frieden von Nimwegen 1678 definitiv an Frankreich.
Nach der Französischen Revolution wurde Granges-le-Bourg Hauptort des gleichnamigen Kantons, der jedoch bereits 1801 aufgehoben und mit dem Kanton Villersexel zusammengelegt wurde. Eine Fusion mit den umliegenden Ortschaften (La Chapelle-lès-Granges, Crevans, Granges-la-Ville, Mignafans, Mignavillers und Secenans) machte Granges-le-Bourg 1807 zu einer Großgemeinde. Von dieser Großgemeinde trennten sich 1824 Granges-la-Ville, Mignafans und Mignavillers, 1832 Crevans und Secenans sowie 1853 La Chapelle-lès-Granges. Seit 2000 ist Granges-le-Bourg Mitglied des 33 Ortschaften umfassenden Gemeindeverbandes Communauté de communes du Pays de Villersexel.

## Sehenswürdigkeiten
Von der mittelalterlichen Burg (11. bis 12. Jahrhundert) sind Ruinen erhalten. Das Ortsbild zeichnet sich durch verschiedene mittelalterliche Bauten aus: Das Maison Racle sur le Treige im Renaissancestil datiert von 1572, das Maison Gaudy stammt ebenfalls aus dem 16. Jahrhundert, und das Maison du Bailli von 1606 (Renaissancestil) besitzt einen wuchtigen quadratischen Turm. Die Mairie (Gemeindeverwaltung) befindet sich in einem Gebäude, das 1750 bis 1751 als Gerichtshof und Gefängnis erbaut wurde. Aus dem 19. Jahrhundert stammen die Kapelle und das ehemalige Lavoir (Brunnen, Waschhaus und Viehtränke). Von 1718 datiert ein Wegkreuz.

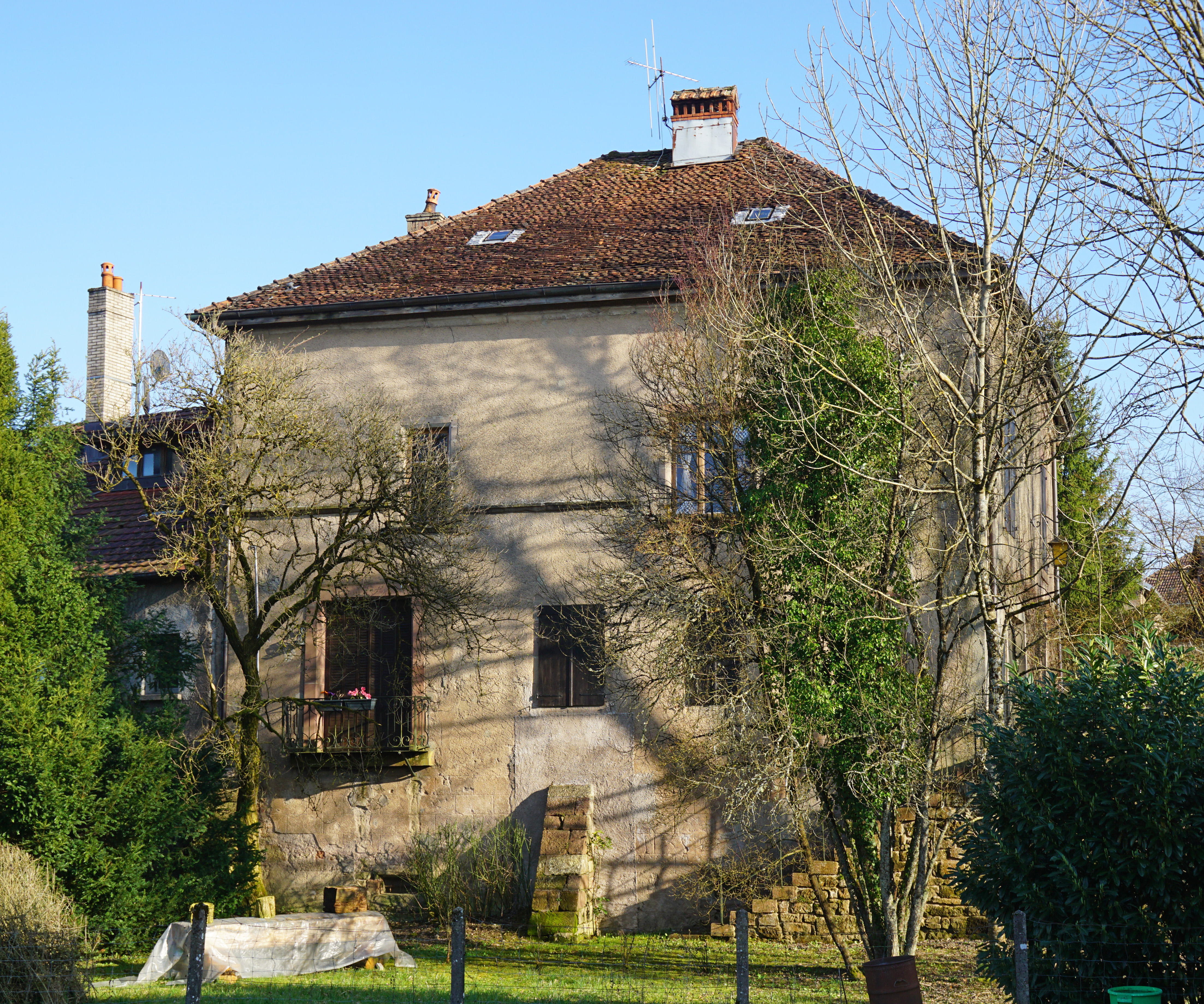
Maison Racle sur le Treige
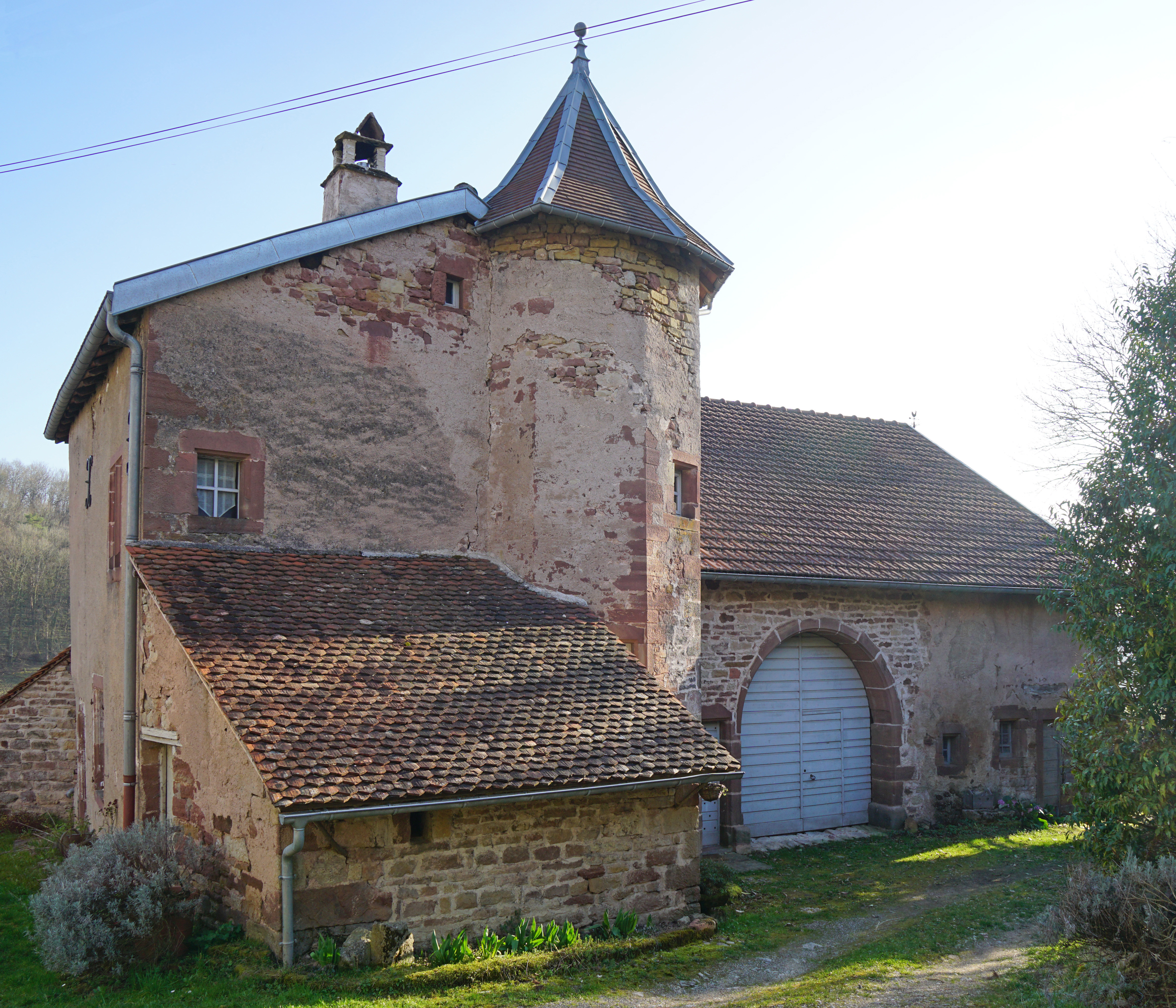
Maison Gaudy, Monument historique
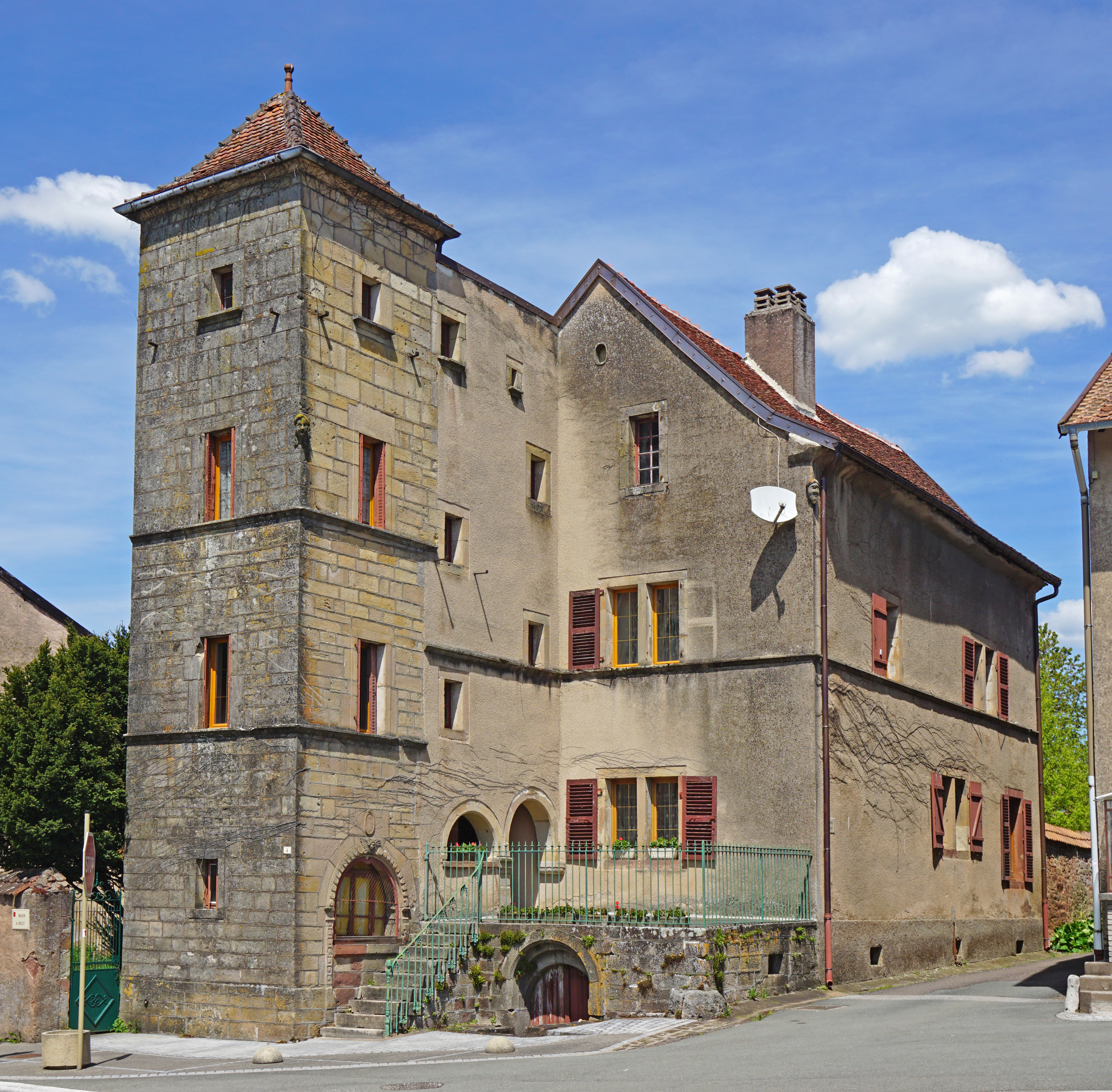
Maison du Bailli, Monument historique
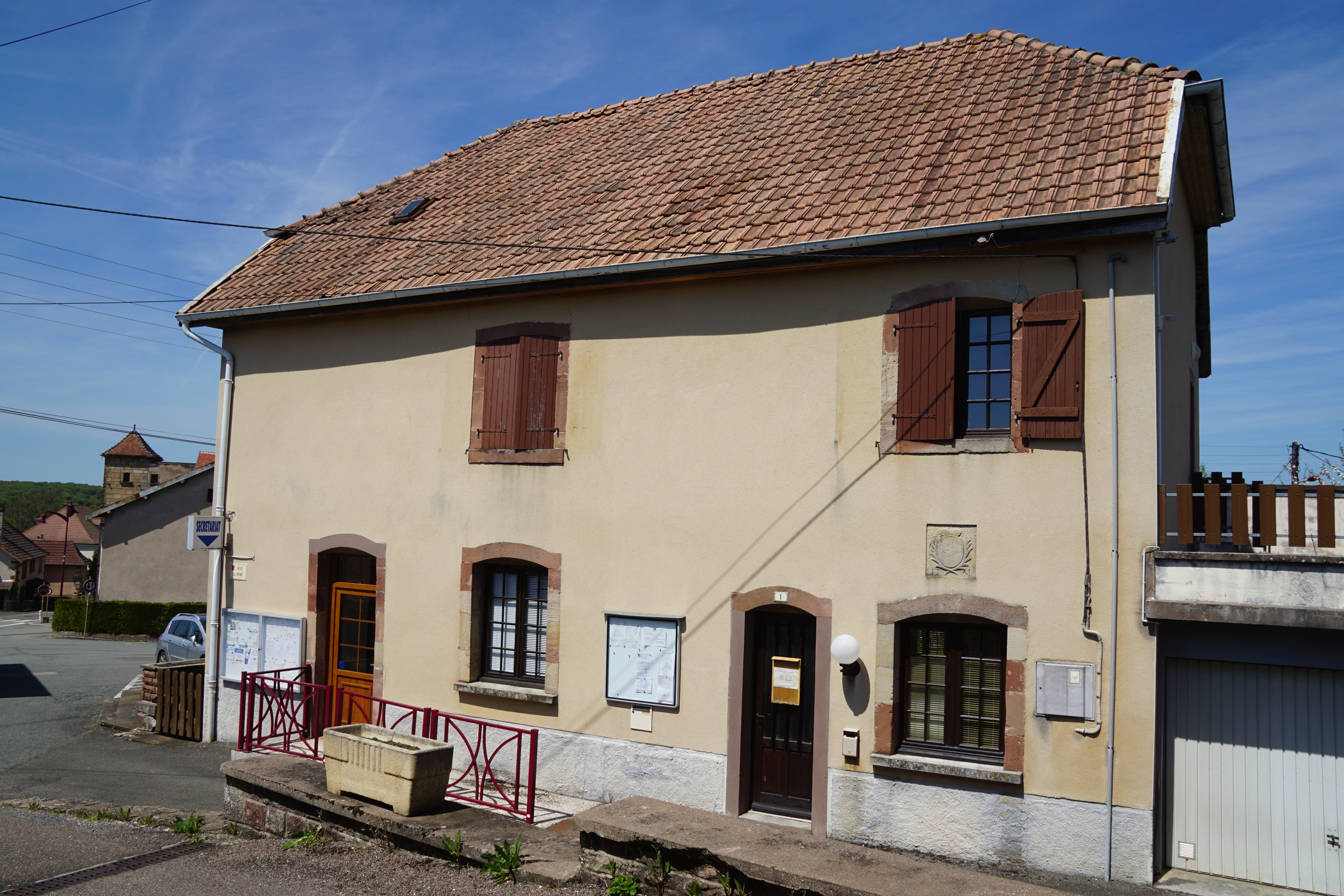
Mairie
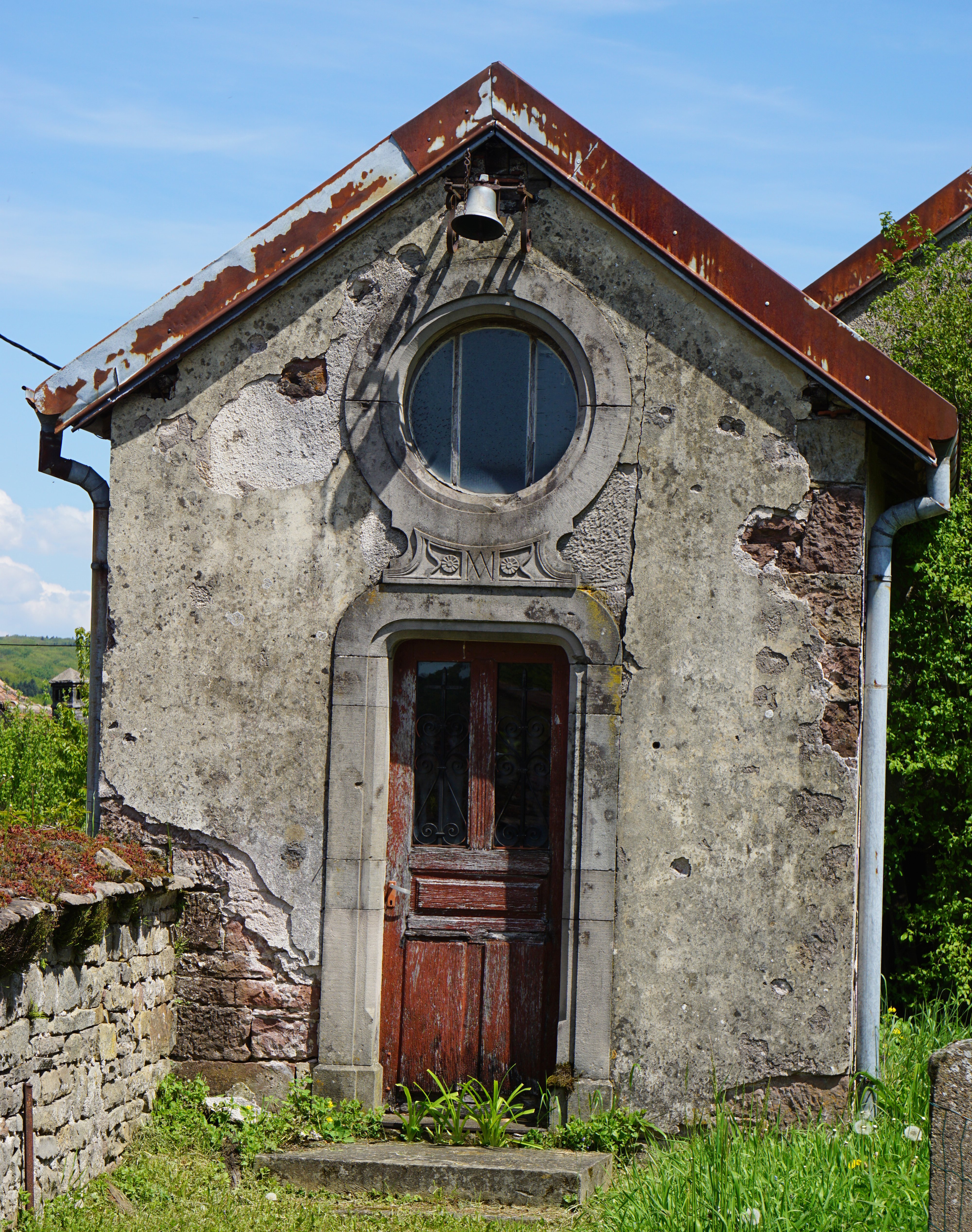
Kapelle Granges-le-Bourg
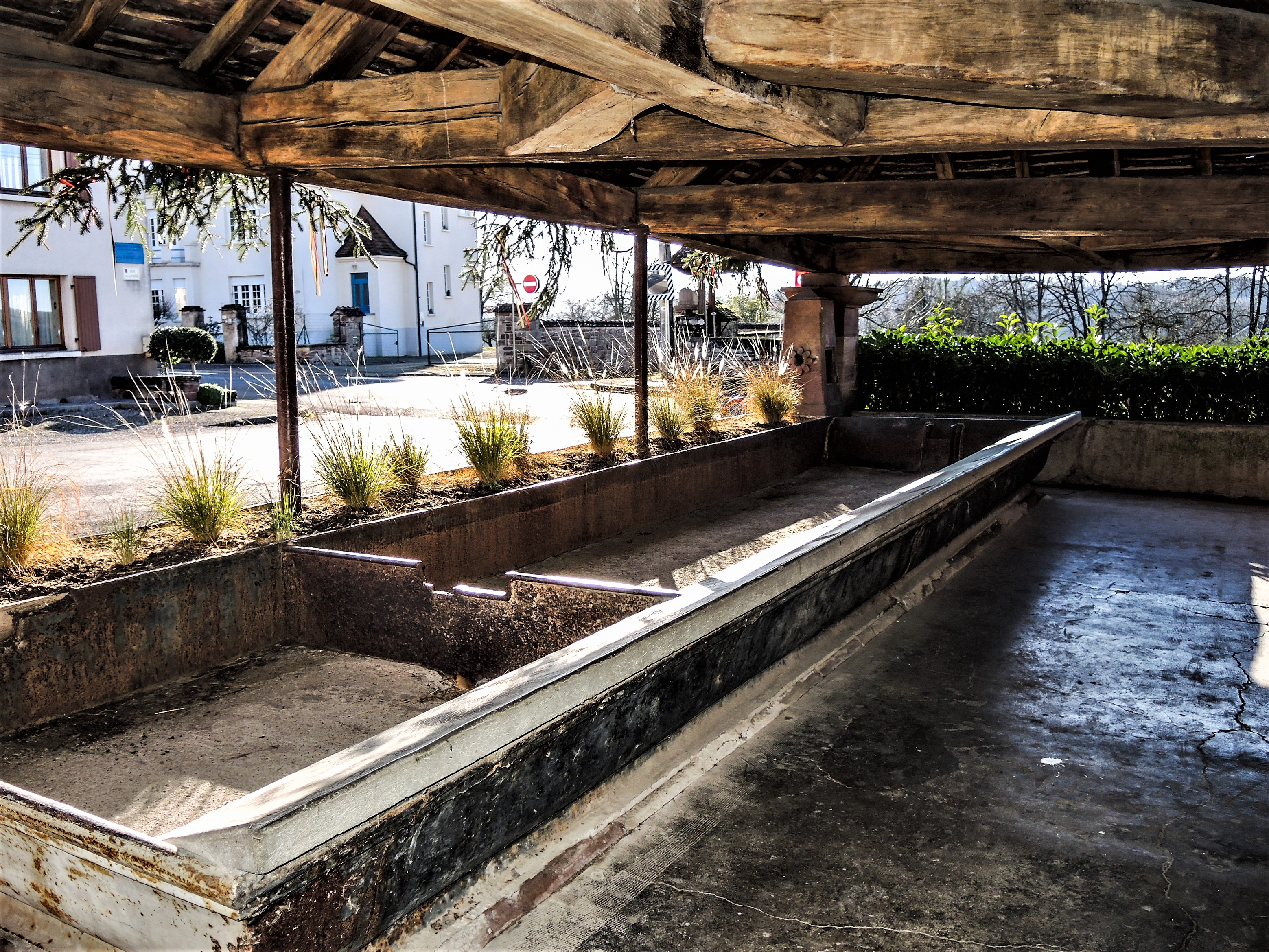
Fontaine-Lavoir

## Bevölkerung
| Jahr                       | 1962 | 1968 | 1975 | 1982 | 1990 | 1999 | 2006 | 2018 |
| Einwohner                  | 315  | 287  | 356  | 330  | 306  | 313  | 347  | 384  |
| Quellen: Cassini und INSEE |      |      |      |      |      |      |      |      |

Mit 381 Einwohnern (1. Januar 2022) gehört Granges-le-Bourg zu den kleinen Gemeinden des Départements Haute-Saône. Nachdem die Einwohnerzahl in der ersten Hälfte des 20. Jahrhunderts deutlich abgenommen hatte (1886 wurden noch 374 Personen gezählt), wurde besonders während der 1950er Jahre wieder ein Bevölkerungswachstum verzeichnet. Seither wurden nur noch relativ geringe Schwankungen verzeichnet.

## Wirtschaft und Infrastruktur
Granges-le-Bourg war bis weit ins 20. Jahrhundert hinein ein vorwiegend durch die Landwirtschaft (Ackerbau, Obstbau und Viehzucht) und die Forstwirtschaft geprägtes Dorf. Die Wasserkraft der Bäche wurde früher für den Betrieb mehrerer Mühlen genutzt. Heute gibt es verschiedene Betriebe des lokalen Kleingewerbes. Mittlerweile hat sich das Dorf auch zu einer Wohngemeinde gewandelt. Viele Erwerbstätige sind deshalb Wegpendler, die in den größeren Ortschaften der Umgebung und im Agglomerationsraum Belfort-Montbéliard ihrer Arbeit nachgehen.
Die Ortschaft liegt abseits der größeren Durchgangsachsen, ist aber von der Hauptstraße D9, die von Héricourt nach Villersexel führt, leicht erreichbar. Weitere Straßenverbindungen bestehen mit Saulnot, Granges-la-Ville und Secenans.